# Martin Egg

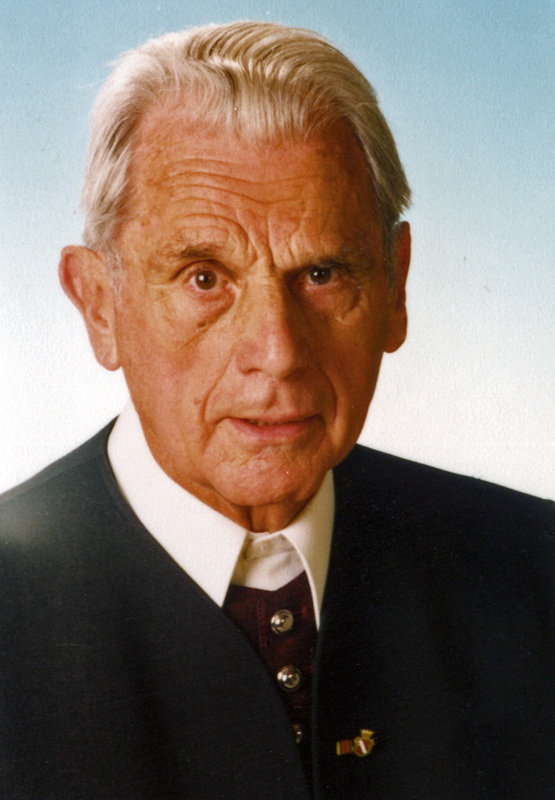
Martin Egg 1994

Martin Egg (* 18. Juni 1915 in Krumbach; † 18. September 2007  ebenda) war ein Bankkaufmann und schwäbischer Heimatdichter.

## Leben
Martin Egg wurde als Sohn von Franziska und Gabriel Egg geboren. Als er fünf Jahre alt war, zogen seine Eltern mit ihm und den zwei Schwestern nach Nonnenhorn, einer Gemeinde bei Lindau. Dort erfolgte 1921 seine Einschulung.
1923 kehrte die Familie wieder nach Krumbach zurück, wo Martin Egg nach der Schulzeit zunächst einen Kaufmannsberuf erlernte. Nach erfolgreichem Abschluss und einjähriger Gesellenzeit absolvierte er von 1933 bis 1935 bei der Sparkasse Krumbach eine Lehre als Bankkaufmann. Diesen Beruf übte er bis zu seiner Pensionierung aus.
Im Jahre 1945 heiratete Martin Egg seine Ehefrau Anneliese in Krumbach, das Paar hatte einen Sohn und eine Tochter. Von 1955 bis 1958 lebte die Familie in Murnau am Staffelsee, wo er bei der Sparkasse als Kreditsachbearbeiter arbeitete. 1958 wurde er Zweigstellenleiter der Sparkasse Memmingen in Ottobeuren.
Nach seiner Pensionierung im Jahre 1976 blieb er bis kurz vor seinem Tode in Ottobeuren. In dieser Zeit entstanden die meisten seiner Werke, wobei sein erstes Theaterstück bereits 1947 in Krumbach uraufgeführt worden war. Er erhielt mehrere Auszeichnungen und Autorenpreise. 1986 wurde ihm das Bundesverdienstkreuz am Bande verliehen.
Am 18. September 2007 verstarb Martin Egg in Krumbach. Er wurde auf dem Hürbener Friedhof von Krumbach beigesetzt.

## Werke
Egg war Verfasser von humorvollen, nachdenklichen und vielfach prämierten Gedichten, Geschichten, 
Theaterstücken und Hörspielen in schwäbischem Dialekt und ebenso in Hochdeutsch.
Sein Dreiakter So a Glückstag wurde bei 80 Theatervereinen über 600 Mal aufgeführt.
Zwischen 1981 und 2000 wurden zehn Bücher veröffentlicht
- Dös warat halt no Zeita. ISBN 3-934230-00-8.
- Es weihnachtat. ISBN 3-934230-01-6.
- Ja so ebbes. ISBN 3-934230-02-4.
- Die Aufklärung. ISBN 3-934230-03-2.
- So bin i halt. ISBN 3-934230-04-0.
- Früah’r ond iatzt. ISBN 3-934230-05-9.
- Durchlaucht geruhen. ISBN 3-934230-06-7.
- Es war einmal. ISBN 3-934230-07-5.
- Fünfzig rote Rosen. ISBN 3-934230-08-3.
- Ernstes und Heiteres. ISBN 3-934230-09-1.